# Crithagra flaviventris
El serín amarillo (Crithagra flaviventris), también conocido como canario amarillo, canario de Santa Elena o canario de vientre amarillo, es una especie de ave paseriforme de la familia Fringillidae propia de África.

## Distribución y hábitat
Se reproduce y es residente en la mayor parte de las regiones occidental y central del sur de África y se ha introducido a las islas Ascensión y Santa Elena. Vive en la meseta semidesértica del Karoo en montañas costeras y matorrales. 

## Subespecies
Esta ave tiene cuatro subespecies reconocidas:
- Serinus flaviventris damarensis (Roberts, 1922)
- Serinus flaviventris flaviventris (Gmelin, 1789)
- Serinus flaviventris guillarmodi (Roberts, 1936)
- Serinus flaviventris marshalli Shelley, 1902